# Zambesomima hirsuta
Zambesomima hirsuta är en tvåvingeart som beskrevs av Louis-Paul Mesnil 1967. Zambesomima hirsuta ingår i släktet Zambesomima och familjen parasitflugor. Inga underarter finns listade i Catalogue of Life.